# Телегин, Дмитрий Николаевич
Дмитрий Николаевич Телегин (2 февраля 1992, Санкт-Петербург) — российский футболист, защитник.

## Карьера
Воспитанник петербургской школы «Смена». Начинал карьеру полузащитник в дубле «Зенита», однако за главную команду не играл. В 2012 году был отдан в аренду в другой клуб премьер-лиги «Томь», но за него также не провёл ни одной игры.
В 2014 году выступал за клуб молдавского первого дивизиона «Саксан», после чего перешёл в клуб ФНЛ «Енисей» (Красноярск). Некоторое время играл в первенстве Крыма за «ТСК-Таврию».
В 2017 году вернулся в Молдавию и подписал контракт с кишинёвским «Зимбру».